# Pluję na twój grób
Pluję na twój grób (ang. I Spit on Your Grave albo Day of the Woman) – amerykański film z 1978 roku w reżyserii Meira Zarchi. Film zapoczątkował gatunek filmowy rape and revenge, gdzie fabuła skupia się na zemście kobiety, na której dokonano brutalnego gwałtu.
W 2010 roku powstał remake pod tytułem Bez litości (org. I Spit On Your Grave).

## Fabuła
Jennifer Hills, młoda, atrakcyjna pisarka wyjeżdża do domku w lesie, aby w malowniczej okolicy popracować nad kolejną powieścią. Niestety szybko zwraca na siebie uwagę miejscowych zbirów. Bandyci brutalnie ją gwałcą, a kobieta cudem uchodzi z życiem. Kiedy Jennifer dochodzi do siebie postanawia wymierzyć sprawiedliwość na własną rękę. Rozpoczyna się brutalna zemsta.

## Obsada
- Camille Keaton – Jennifer Hills
- Eron Tabor – Johnny
- Richard Pace – Matthew Lucas
- Anthony Nichols – Stanley
- Gunter Kleemann – Andy
- Alexis Magnotti – Attendant's wife
- Tammy Zarchi – The Children
- Terry Zarchi – The Children
- Traci Ferrante – Waitress
- William Tasgal – Porter
- Isaac Agami – Butcher
- Ronit Haviv – Supermarket Girl